# Acosmeryx pseudomissa
Acosmeryx pseudomissa är en fjärilsart som beskrevs av Rudolf Mell 1922. Acosmeryx pseudomissa ingår i släktet Acosmeryx och familjen svärmare. Inga underarter finns listade i Catalogue of Life.